# Antoine Thomson d'Abbadie
Antoine Thomson d'Abbadie d'Arrast ili Anton Abadia Urrustoi (3. siječnja 1810. – 19. ožujka 1897.) bio je francuski istraživač, geograf, etnolog, jezikoslovac i astronom poznat po svojim putovanjima u Etiopiju tijekom prve polovice 19. stoljeća. Njegov mlađi brat Arnaud Michel d'Abbadie je putovao s njim.

## Životopis
On je rođen u irskom gradu Dublinu u djelomično baskijskoj plemićkoj obitelji iz francuske pokrajine Zuberoa. Njegov otac, Michel Abbadie, rođen je u Arrast-Larrebieu (na baskijskom:Ürrustoi-Larrebille)  a njegova majka je bila Irkinja. Njegov djed Jean-Pierre bio je opat i bilježnika u Zuberoi. Obitelj se preselila u Francusku 1818. godine, gdje su braća dobila pažljivo znanstveno obrazovanje. Godine 1827., Antoine je stekao naslov prvostupnika (baccalaureus) u Toulouseu. Od 1829. godine, započelo je njegovo školovanje u Parizu, gdje je studirao pravo.
Oženio se Virginie Vincent de Saint-Bonnet 21. veljače 1859. godine, i smjestio se u Hendaye gdje je kupio 250ha kako bi izgradio dvorac, te je postao gradonačelnik grada 1871. – 1875.
Abbadie bio vitez Legije časti, što je titula koju je primio 27. rujna 1850. i član Francuske akademije znanosti. Umro je 1897. godine, a ostavio je imanje Abbadie i dvorac u Hendayi, dajući 40.000 franaka godišnje Akademiji znanosti.

## Znanstveni i istraživački rad
1835. Francuska akademija poslala je Thomsona na znanstvenu misiji u Brazil, a rezultati su se objavili kasnije (1873.)  pod naslovom "Observations relatives à la physique du globe faites au Brésil et en Éthiopie". Godine 1837., dva brata su krenula u Etiopiju, došavši kod Massawe u veljači 1838.  Oni su putovali diljem Etiopije, putujući prema jugu do Kraljevine Kaffa, ponekad zajedno, a ponekad odvojeno. Osim studija u znanosti, Thomson se upleo u političku svađu oko utjecaj u korist Francuske i rimokatoličkih misionara. Vratili su se u Francusku 1848. s bilješkama o zemljopisu, geologiji, arheologiji, te prirodnoj povijesti regije.
Thompson se uključio u razne polemike u vezi kako svojih geografskim rezultata i svojih političkih intriga. Posebno je bio napadnut od strane Charlesa Tilstonea Bekea, koji je osporavao njegovu vjerodostojnost, pogotovo s obzirom na put u Kanu. No, vrijeme i istraživanja kasnijih istraživača pokazala su da je Abbadie bio prilično pouzdan izvor činjenica, ali ne u svezi tvrdnje- koju je oštro osporavao Beke-da je Plavi Nil glavni tok. Topografski rezultati njegovih istraživanja objavljeni su u Parizu između 1860. i 1873. u "Géodésie d'Éthiopie", punom najvrednijih informacija i ilustriranim s deset karata. Od " Géographie de l'Éthiopie" (Pariz, 1890) samo je jedan svezak objavljen. U "UUn Catalogue raisonné de manuscrits éthiopiens " (Pariz, 1859.) je opis 234 etiopska rukopisa koje prikupio Antoine. On je također sastavio razne rječnike, uključujući "Dictionnaire de la langue amariñña" Pariz, 1881), te pripremio izdanje "Pastir Hermas", s latinskom inačicom, godine 1860. Objavio je brojne radove iz zemljopisa Etiopije, etiopskog novca i antičkih natpisa. Pod naslovom Reconnaissances magnétiques objavio 1890. godine zapis magnetskih zapažanjima koje je prikupio tijekom prema Crvenom moru i Levantu. Općenito zapise s putovanja dvojice braće objavio je Arnaud 1868. pod naslovom "Douze ans dans la Haute Ethiopie ".
Antoine je bio odgovoran za pojednostavljenje tehnika geodetskih mjerenja, uz izmišljanje novog teodolita za mjerenje kutova.

## Abbadie, Bask i baskoljubac
Bask preko oca, Abbadie je razvio poseban interes za baskijski jeziku nakon sastanka s princom Bonaparteom u Londonu. On je započeo svoju akademski rad oko baskijskog jezika 1852. godine.
Govornik zuberoanskog, tako i lapurdijskog dijalekta, stanovnik Lapurdije, Abbadie sebe smatrao baskom iz Zuberoe.
Popularnost mota Zazpiak Bat pripisuje se njemu.

## Dvorac
Abbadie dao svom dvorcu om ime Abbadia, što je je ime još uvijek koristi u baskijskom. Ipak,  na francuskom se obično naziva Chateau d'Abbadie ili Domaine d'Abbadia, a na lokalnoj razini nije neobično da se zove Le Chateau d'Antoine d'Abbadie.
Château je sagrađen između 1864. i 1879. na litici prema Atlantskom oceana, a projektirao ga je Viollet Le Duc u neogotičkom stilu, i smatra se jednim od najznačajnijih primjera francuske neogotike.  Podijeljen je u tri dijela: zvjezdarnicu i knjižnicu, kapelicu, i prostor za stanovanje.
Danas château i dalje pripada akademiji znanosti kojoj ga je on ostavio 1895. godine pod uvjetom da se proizvede katalog pola milijun zvijezda u roku od pedeset godina.
Château je klasificiran kao zaštićeni povijesni spomenik Francuske godine 1984. Većina imovine dvorca sada pripada Agenciji za zaštitu obale i njime upravlja grad Hendaye.

## Nagrade i priznanja
Antoine je dobio odlikovanje francuske legije časti 27. rujna 1850. s redom Chevalier (vitez).  Bio je član u Bureau des Longitudes i Francuske akademije znanosti.  Oba su brata dobila glavnu medalju pariškog geografskog društvo  godine 1850.

## Napomene
1. ↑  iako se spominje Etiopija, to je u biti bila  Abesinija, koja se nalazi na području današnje sjeverne Etiopije i Eritreje
2. ↑  u nekim izvorima njihov odlazak u Francusku je datiran 1820. godine
3. ↑  Datum putovanja u Brazil negdje se navodi 1836.